# María Batrakova
María Stepanova Demidova, de soltera: Batrakova, (en ruso: Мария Степановна Батракова; 21 de noviembre de 1922-16 de junio de 1997) fue instructora política en el 463.° Regimiento de Fusileros, 118.° División de Fusileros, 28.° Ejército en el Frente Sur del Ejército Rojo durante la Segunda Guerra Mundial. Herida varias veces durante la guerra, demostró un gran valor en circunstancias muy difíciles, siendo en todo momento un ejemplo para sus compañeros. Se le otorgó el título de Héroe de la Unión Soviética en 1944 por su valor en la ofensiva de Melitopol en 1944, al reunir a sus compañeros soldados para que no dieran "¡Ni un paso atrás!" y mantuvieran sus posiciones contra fuerzas alemanas muy superiores.

## Biografía

### Infancia y juventud
María Batrakova nació el 21 de noviembre de 1922 en la pequeña localidad de Unimer, gobernación de Nóvgorov, en la RSFS de Rusia, en seno de una familia rusa de clase trabajadora.  Más tarde, la familia se trasladó a Leningrado, donde, en 1939, se graduó de la escuela secundaria y entró en la Escuela de Arte de Leningrado, donde estudió hasta que estalló la Guerra de Invierno contra Finlandia, en ese momento abandonó sus estudios en la facultad y se enroló como voluntaria en el Ejército Rojo; durante la guerra se desempeñó como médica en la 18.ª División de Fusileros y estuvo estacionada en el istmo de Carelia al norte del lago Ládoga. Después del final de la guerra, regresó brevemente a sus estudios en la escuela de arte.

### Segunda Guerra Mundial
Tras la invasión alemana de la Unión Soviética, regresó al servicio activo en el ejército y fue inmediatamente enviada al frente de guerra como médica en el 118.º Regimiento de Fusileros. Inicialmente luchó en los frentes del norte (julio-agosto de 1941) y de Carelia (agosto de 1941-febrero de 1942) para defender la república de Carelia, del avance germano-finlandés antes de sufrir una grave herida en febrero de 1942 que la obligó a permanecer hospitalizada hasta mayo.
Al mes siguiente, regresó al frente como médica en el 117.° Regimiento de Artillería de la Guardia, con el que permaneció hasta agosto de 1943. Después de convertirse en organizadora del Komsomol en el 463.° Regimiento de Fusileros, pasó a reunir soldados para avanzar y liderar a las tropas mediante su ejemplo personal durante la batalla; así durante la ofensiva de Donbas el 30 de agosto de 1943, en el óblast de Rostov, se unió a una compañía de servidores de ametralladoras adjunta a una unidad de tanques que avanzaba para una operación de desembarco. Después de que tres de sus tanques y su comandante fueron eliminados, lo que provocó que los servidores de las ametralladoras dejaran de avanzar, saltó sobre uno de los tanques inutilizados y reunió a los soldados para que siguieran avanzando, y finalmente expulsaron a los alemanes de sus trincheras.
Durante la ofensiva de Melitopol, se suponía que su batallón cruzaría el río Molochnaya el 30 de septiembre de 1943; varios soldados dudaron en entrar en el agua sucia y acercarse al fuego enemigo, pero ella los instó a avanzar con ella. Cuando el comandante de la compañía murió tras caer en una zanja antitanque, Batrakova continuó luchando hasta que llegaron refuerzos cinco días después. En esa batalla, el batallón soportó 53 ataques de infantería y 18 ataques aéreos, y sufrió graves bajas, dejando a Batrakova entre los pocos supervivientes. En una ocasión, cuando la moral estaba especialmente baja después de un ataque aéreo, se detuvo frente al grupo y gritó "¡Ni un paso atrás!" para animar a sus compañeros. A pesar de haber sido herida dos veces en los combates, no abandonó el campo de batalla hasta que llegaron los refuerzos, e incluso entonces regresó al servicio activo después de solo tres días en el hospital.
Por su valentía y liderazgo en esa batalla, por decreto del Presídium del Sóviet Supremo de la Unión Soviética del 19 de marzo de 1944, por el desempeño ejemplar de las misiones de combate del mando y por el valor y el heroísmo demostrado en combate contra los invasores nazis, la subteniente María Stepanovna Batrakova recibió el  título de Héroe de la Unión Soviética con la concesión de la Orden de Lenin y la medalla de la Estrella de Oro (n. ° 2759).
Más tarde, durante la Ofensiva Leópolis-Sandomierz, sufrió una conmoción cerebral severa que la dejó sin habla durante un tiempo; por lo que fue trasladada fuera del frente. En noviembre de 1944 se casó con un oficial de artillería llamado Aleksandr Demidov, y posteriormente tomó su apellido. De julio a septiembre de 1944 trabajó en la división política de Komsomol del Ejército de Defensa Aérea de Leningrado, y luego trabajó como subdirectora del departamento político del distrito 22 de Carelia hasta febrero de 1945. En agosto de 1945, fue desmovilizada debido a problemas de salud, causados por las numerosas heridas que había sufrido a lo largo de la guerra.

### Posguerra
Después del final de la guerra, ella y su esposo se establecieron en Sestroretsk en el óblast de Leningrado. Muy delicada de salud debido a sus heridas de guerra. Finalmente, en junio de 1947, después de que su salud mejorara un poco, trabajó como dependienta en la fábrica de productos de caucho de Leningrado. Sin embargo, no permaneció allí durante mucho tiempo, y abandonó su trabajo en enero de 1948 poco antes de dar a luz a su primer hijo Nikolái. Dos años después tuvo otro hijo, Vladímir. En 1958, se trasladó a Leningrado.
En agosto de 1966, consiguió un trabajo de cerrajera en una fábrica de Leningrado como aprendiz y pronto se convirtió en cerrajera de segunda categoría. Sin embargo su delicado estado de salud no le permitió continuar con este trabajo, por lo que entre enero de 1967 y septiembre de 1972, en que se jubiló, trabajó como almacenista principal de la fábrica.
Vivió el resto de su vida en Leningrado, donde murió el 16 de junio de 1997 y fue enterrada en el cementerio luterano Vólkovo.

## Condecoraciones
A lo largo de su vida María Batrakova recibió las siguientes condecoraciones
|  | Héroe de la Unión Soviética (N.º 2759; 19 de marzo de 1944) |
|  | Orden de Lenin (19 de marzo de 1944)                        |
|  | Orden de la Estrella Roja                                   |
|  | Orden de Kutúzov de 1.er grado                              |
|  | Medalla al Valor                                            |